# Carefree Corner
Carefree Corner (nommée temporairement Card Corner) était une « attraction » du parc Disneyland en Californie de 1956 à 1994. Elle était située sur la place de Town Square à l'entrée de Main Street, USA et proposait de signer le Livre d'or de Disneyland.
- Ouverture : 22 août 1956[1]
- Noms :
  - Carefree Corner de 1956 à 1985 puis de 1988 à 1994
  - Card Corner de 1985 à 1988
- Sponsors :
  - Insurance Company of North America de 1956 à 1974
- Attraction suivante : la boutique Main Street Photo Supply Co tenue par Kodak.

## Source
- Carefree Corner